# Тими Провала
„Тими Провала“ (на английски: Timmy Failure) е поредица от хумористични книги на писателя Стефан Пастис.

## Книги от поредицата
1. Mistakes Were Made (2013)
Стават и грешки, изд. „Сиела“, София (2014), прев. Цветана Генчева
2. Now Look What You've Done (2014)
Видя ли сега какво направи, изд. „Сиела“, София (2014), прев. Цветана Генчева
3. We Meet Again (2014)
Срещаме се отново, изд. „Сиела“, София (2015), прев. Цветана Генчева
4. Sanitized for Your Protection (2015)
Светът е полудял!, изд. „Сиела“, София (2016), прев. Цветана Генчева
5. The Book You're Not Supposed to Have (2016)
6. The Cat Stole My Pants (2017)

### Тими Провала: Светът е полудял!
В четвъртия том от мемоарите си световноизвестният(в родния си град) детектив Тими Провала е принуден да се отправи в провинцията с майка си, полярната мечка Тотал, Портиера Дейв и миришещата на мандарина Моли Москинс.